# 新潟県道403号五泉停車場石曽根線

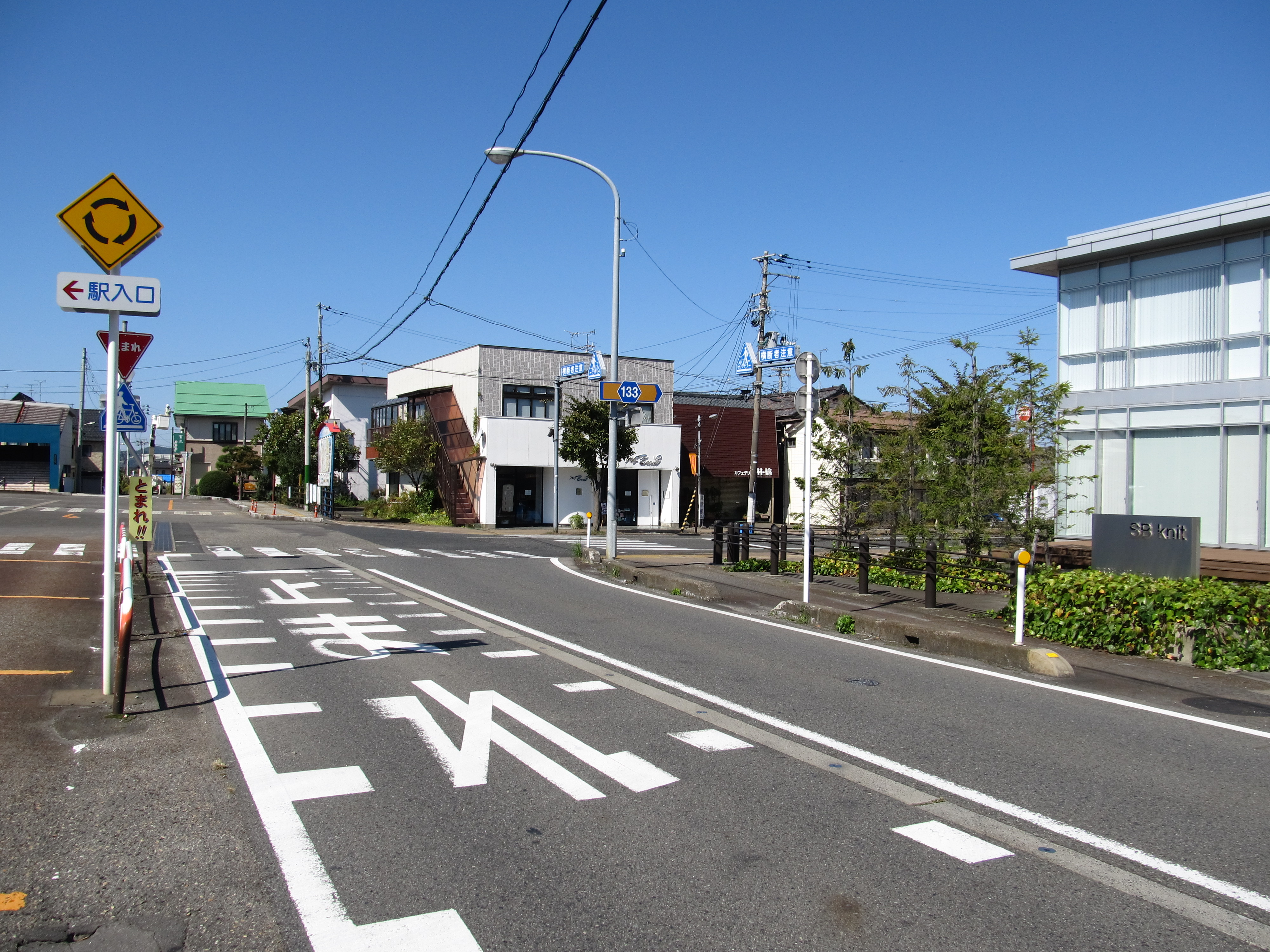
東日本旅客鉄道（JR東日本）磐越西線五泉駅前にある起点。新潟県道133号の起点でもある。

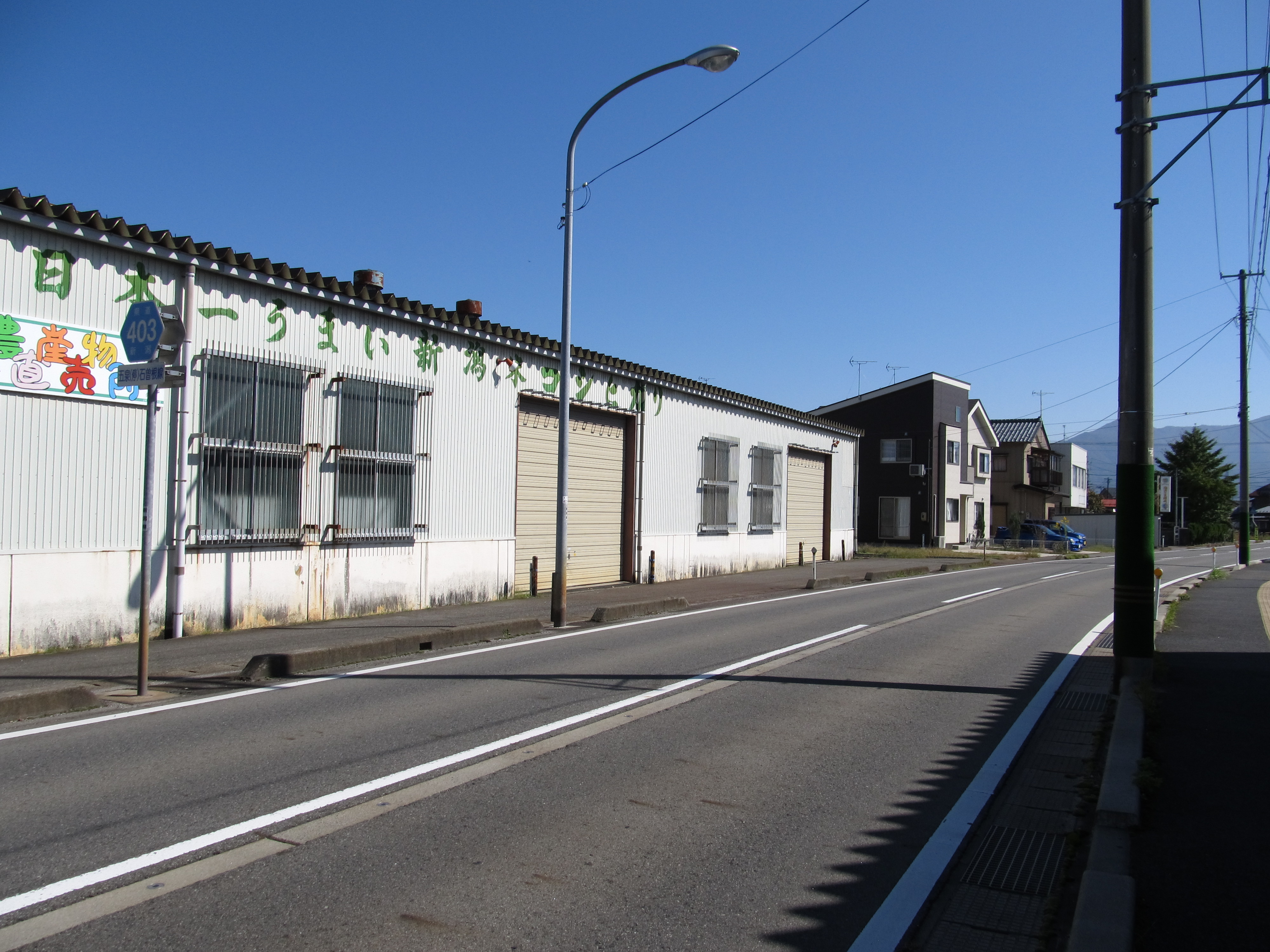
新潟県五泉市駅前、JR五泉駅付近

新潟県道403号五泉停車場石曽根線（にいがたけんどう403ごう ごせんていしゃじょういしぞねせん）は、新潟県五泉市内を通る一般県道である。

## 概要

### 路線データ
- 起点：五泉停車場（新潟県五泉市駅前通1丁目）
- 終点：新潟県五泉市石曽根（国道290号交点）

## 地理

### 通過する自治体
- 新潟県五泉市

### 接続する道路
- 新潟県道133号五泉停車場線（起点：五泉市駅前通1丁目、五泉駅前）
- 国道290号（終点：五泉市石曽根）

### 周辺
- JR磐越西線 五泉駅
- 医療法人社団 南部郷厚生病院
- 新潟大学 農学部附属フィールド科学教育研究センター 村松ステーション（農場・苗畑）
- 新潟県立村松高等学校
- 五泉市立五泉中学校
- 五泉市立愛宕中学校
- 五泉市立五泉南小学校
- 五泉市立村松東小学校
- 木越簡易郵便局
- デンカ生研 新潟工場
- クスリのコダマ 五泉店
- 早出川